# Victoria Prentis

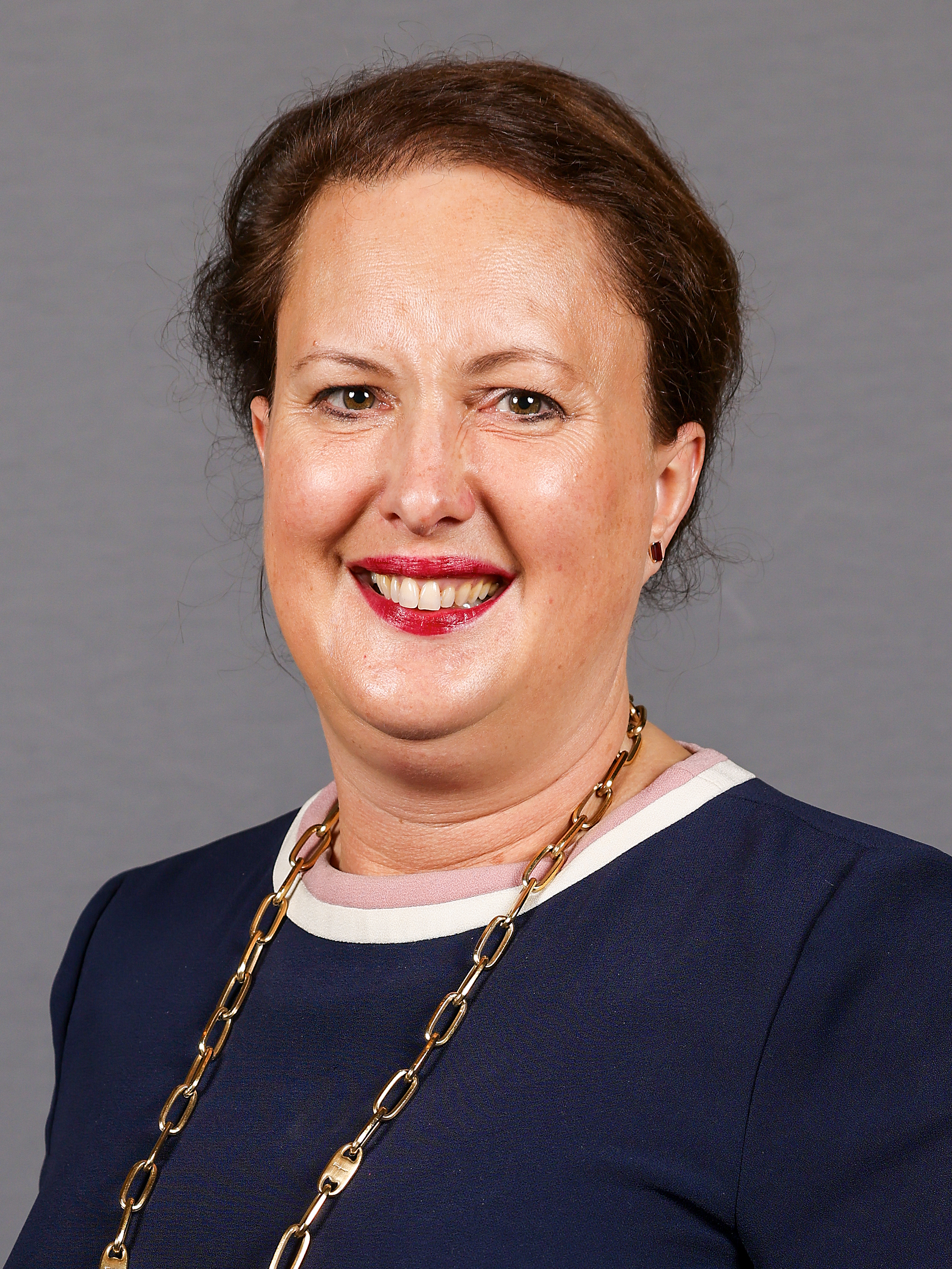
Victoria Prentis (2022)

Victoria Mary Prentis, KC (geb. Boswell; * 24. März 1971 in Banbury, Vereinigtes Königreich) ist eine britische Politikerin (Konservative Partei). Sie war von 2022 bis 2024 die Generalstaatsanwältin für England und Wales sowie Generalanwältin für Nordirland und von 2015 bis 2024 Mitglied des britischen Unterhauses.

## Leben

### Ausbildung, Beruf und Persönliches
Prentis wuchs auf dem Bauernhof ihrer Familie nahe Aynho in West Northamptonshire auf. Sie studierte Englisch und Rechtswissenschaften am Royal Holloway der Universität London und am Downing College der Universität Cambridge. Im Jahr 1995 wurde Prentis als Barrister qualifiziert und trat 1997 in den Staatsdienst des Vereinigten Königreiches. Zuletzt war sie bis November 2014 Leiterin des Bereichs Justiz und Sicherheit in der Regierungsbehörde für Recht in einem Job-Sharing-Modell.
Ihr Vater ist Tim Boswell, Baron Boswell of Aynho. Außerdem hat sie zwei Schwestern. Sie ist mit Sebastian Prentis verheiratet, hat zwei Töchter und lebt in Somerton in Oxfordshire.

### Politik
Victoria Prentis wurde im November 2014 als Kandidatin der Konservativen für den Wahlkreis Banbury für die britische Unterhauswahl 2015 aufgestellt. Bei der Wahl verteidigte sie den „safe seat“ im Wahlkreis, den die Konservativen seit 1922 immer gewonnen hatten. Bei den Wahlen zum Unterhaus wurde sie 2017 und 2019 wiedergewählt. Im Unterhaus war sie von 2015 bis 2019 Mitglied des Ausschusses für Justiz und von 2015 bis 2017 des Ausschusses für Rechtsverordnungen. Bei der Unterhauswahl 2024 unterlag sie in ihrem Wahlkreis dem Labour-Konkurrenten Sean Woodcock.
Sie ist gegen den Bau der Eisenbahnschnellfahrstrecke High Speed 2, da sie die Meinung vertritt, diese hätte negative Auswirkungen in ihrem Wahlkreis. Im März 2016 kritisierte sie den Gesetzesentwurf dazu, der im Parlament die zweite Lesung passierte, scharf. Sie war Gründungsmitglied einer Gruppe innerhalb der Konservativen, die die Europäische Union von innen reformieren wollte. Dementsprechend hat sie auch beim EU-Mitgliedschaftsreferendum im Jahr 2016 für den Verbleib abgestimmt. Trotz anderer Meinung unterstützte sie aufgrund des demokratischen Abstimmungsergebnisses den Austritt aus der EU. Bei der Wahl des Parteivorsitzenden der Konservativen 2016 unterstützte sie Theresa May und 2019 Rory Stewart.
Von 2016 bis 2017 war sie Parlamentarische Privatsekretärin der nachgeordneten Minister im Ministerium für Verkehr, von 2017 bis 2019 Parlamentarische Privatsekretärin beim Führer des Unterhauses und von 2019 bis 2020 Parlamentarische Privatsekretärin beim Generalstaatsanwalt für England und Wales. Danach war sie von 2020 bis 2021 Parlamentarische Unterstaatssekretärin für Landwirtschaft, Fischerei und Ernährung und von 2021 bis 2022 Staatsministerin für Landwirtschaft, Fischerei und Ernährung im Ministerium für Umwelt, Ernährung und ländliche Angelegenheiten. Im Anschluss war sie von September bis Oktober 2022 kurzzeitig Staatsministerin für Arbeit und Wohlfahrt im Ministerium für Arbeit und Rente.
Im März 2022 nahm sie als erste Abgeordnete einen ukrainischen Flüchtling auf.
Am 25. Oktober 2022 wurde Prentis zur Generalstaatsanwältin für England und Wales sowie Generalanwältin für Nordirland im Kabinett Sunak ernannt. Damit einhergehend wurde sie Ende 2022 in den Geheimrat berufen und zur Kronanwältin ernannt. Mit der Bildung des Kabinetts Starmer im Juli 2024 schied sie aus ihrem Amt aus und ihr Nachfolger wurde Richard Hermer.